# Conill
Conill es una localidad española del municipio de Pujalt, perteneciente a la provincia de Barcelona, en la comunidad autónoma de Cataluña.

## Toponimia
El lugar puede aparecer referido con los nombres de Cunill y Conill.

## Historia
Hacia mediados del siglo XIX, el lugar, por entonces cabeza de ayuntamiento al que también pertenecían Aleny y San Pedro, tenía contabilizada una población, sumando la de sus anejos, de 136 habitantes. La localidad aparece descrita en el séptimo volumen del Diccionario geográfico-estadístico-histórico de España y sus posesiones de Ultramar de Pascual Madoz de la siguiente manera:

CUNILL: l. con ayunt. que forma con Aleny y San Pedro en la prov., aud. terr., c. g. de Barcelona (3 1/2 leg.), part. de Igualada (3 1/2), dióc. de Vich: sit. en terreno llano, con buena ventilacion y clima saludable. Tiene una igl. parr. (San Juan) de la que es aneja la del l. de Dusfort, servida por un cura de ingreso. El térm. confina con Dusfort, Mirambell y Guardia. El terreno es llano, de mediana calidad; le cruzan varios caminos locales. prod.: trigo, vino y legumbres, y cria algun ganado. pobl.: y riqueza unidas á sus anejos; 17 vec. de catastro, 136 alm. cap. prod.: 1.712,800. imp.: 42,820.
(Madoz, 1847, pp. 285-286)

En la actualidad pertenece al municipio de Pujalt. En 2022, tenía empadronados 39 habitantes.